# Sekai Holland

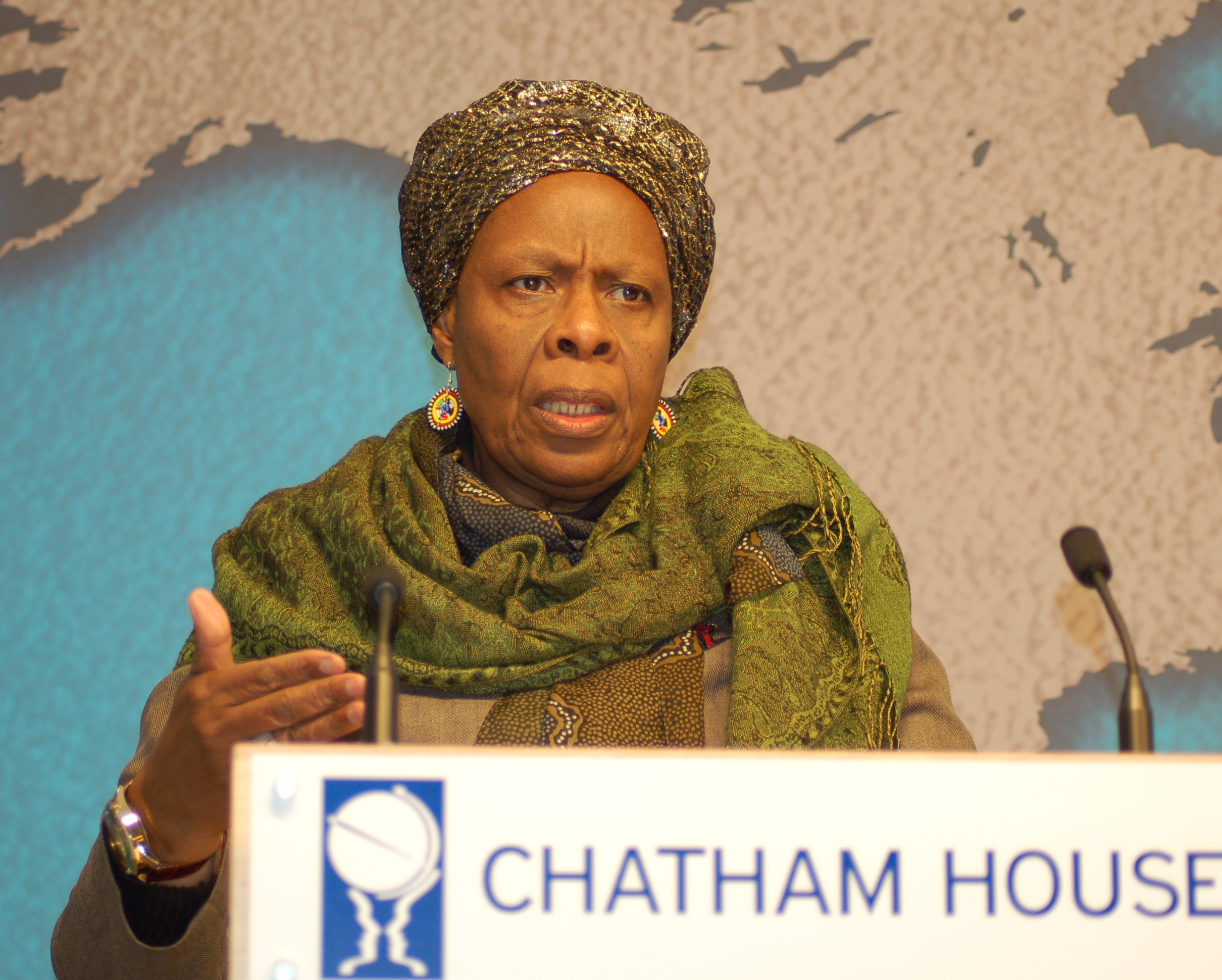
Sekai Holland (2010)

Sekai Holland (* 1942) ist eine ehemalige simbabwische Politikerin, die als Staatsministerin für nationale Heilung, Versöhnung und Integration in den Regierungen von Präsident Robert Mugabe und Premierminister Morgan Tsvangirai tätig war. Sekai hat sich für eine Reihe von Menschenrechtsfragen eingesetzt, u. a. betreffend die australischen Ureinwohner, die Apartheid in Südafrika sowie die Rechte der Frauen und die Demokratie in Simbabwe.
Sie hat ihr Leben dem Einsatz für Menschenrechte, Demokratie und die Stärkung der Rolle der Frau gewidmet. 2012 wurde sie mit dem Sydney Peace Prize ausgezeichnet.

## Herkunft, Bildung und Karriere
Ihr Vater, der Schriftsteller und Zeitschriftenredakteur Masotsha Mike Hove, wurde 1953 als Sondervertreter in das erste Parlament der Föderation von Rhodesien und Njassaland gewählt. Er war der erste Afrikaner, der nach den Bestimmungen der rhodesischen Journalistenzunft in Südrhodesien als „Angestellter“ bezeichnet werden durfte.
Sekai Holland reiste als Studentin nach Australien, wo sie die Australian National University in Canberra besuchte und ihren zukünftigen Ehemann, Jim Holland, den Sohn eines australischen Diplomaten, kennenlernte. Später zog sie nach Sydney und wurde Direktorin des Free Zimbabwe Centre, das in Opposition zum Rhodesia Information Centre gegründet wurde, das von der weißen Minderheitsregierung unter Ian Smith betrieben wurde und zunächst als Alternative Rhodesia Information Centre bekannt war. 1979 schloss Holland einen Bachelor of Arts (Kommunikation) an der University of Technology Sydney ab, wo sie 2013 mit der Ehrendoktorwürde ausgezeichnet wurde. Nach der Unabhängigkeit Simbabwes im Jahr 1980 kehrten sie und ihr Mann in das Land zurück, um am Aufbau der Nation mitzuwirken.
In den 1980er und 1990er Jahren absolvierte Sekai einen Master of Science (Agrarjournalismus) an der University of Wisconsin (Madison) und arbeitete in einer Reihe von ehrenamtlichen und bezahlten Funktionen, darunter:
- Direktorin des Free Zimbabwe Centre Sydney, Australien 1971–1980
- Gründungsmitglied des Southern Africa Liberation Centre, Sydney, Australien 1971–1980
- Repräsentantin der Zimbabwe African National Union, Australasien, Südostasien und der Ferne Osten 1974–1976
- Schatzmeisterin der Vereinigung der Frauenvereine 1980–1986
- Gründerin und Forschungskoordinatorin des Simbabwe-Instituts für Massenkommunikation (Harare), 1981
- Nationale Vorsitzende des Verbandes der Frauenvereine (AWC) 1986–1999
- Dozentin für Medienwissenschaften, 1982–1987
- Beraterin bei Martinelli and Associates als Soziologin für das Wasser- und Sanitärprojekt in Matebeleland South, 1987–1989
- Medienkoordinatorin der Delegation der Europäischen Union in Simbabwe, 1990–1991
- Soziologin für die Deutsche Bank in Swasiland und dem Staudammprojekt für die Regierung von Swasiland 1992
- Beraterin des Association of Women's Clubs (AWC), seit 1999

## Menschenrechtskampagnen

### Anti-Apartheid-Bewegung
Sekai war in den späten 1960er Jahren Mitbegründerin der Anti-Apartheid-Bewegung in Australien. Sie half bei der Gründung des Murrawina Child Care Centre in Redfern und arbeitete aktiv mit der Gemeinschaft der Aborigines an der Kampagne für Landrechte.

### Rechte der Frauen
Sekai half bei der Wiederbelebung der wichtigen, aber todgeweihten Association of Women's Clubs (AWC; 60.000 Mitglieder), einer Basisorganisation für die Entwicklung von Frauen in ländlichen Gebieten, die 1938 von einer 18-jährigen Afrikanerin gegründet wurde. Mit Sekai als nationaler Vorsitzender setzte sich AWC aktiv für die Rechte der Frauen gegenüber der zunehmend repressiven Regierung Mugabe ein. Die AWC-Führung wurde von der Regierung entlassen und aus der AWC ausgeschlossen. Sekai klagte vor dem Obersten Gerichtshof gegen das Vorgehen der Regierung und gewann und schrieb mit dem Menschenrechtsfall „Sekai Holland und andere gegen das Ministerium für Arbeit, soziale Wohlfahrt und öffentlichen Dienst“ Geschichte.

### Demokratischer Wandel
In den Jahren 1998–99 kam Sekai zu der Überzeugung, dass Entwicklung durch NRO-Aktivitäten unter der Mugabe-Regierung unmöglich war, und gründete zusammen mit Morgan Tsvangirai die oppositionelle Bewegung für demokratischen Wandel (MDC) als echte Alternative zur Einparteienherrschaft. Die 1999 gegründete MDC war die einzige ernstzunehmende Herausforderung für Präsident Mugabe, den einst bewunderten Revolutionshelden und Statthalter, der Simbabwe seit der Unabhängigkeit im Jahr 1980 beherrschte. Da für das folgende Jahr Wahlen angesetzt waren, wurde eine brutale Terrorkampagne durchgeführt, um die zunehmend populäre MDC von der Teilnahme am politischen Prozess abzuhalten.

## Folter und Todesdrohungen
Sekai war ständigen Schikanen, Verhaftungen und Anschlägen auf ihr Leben ausgesetzt. In den 1970er Jahren sprach sich Sekai in Sambia gegen die endemische Gewalt gegen ZANU-Rekruten in den Lagern und den sexuellen Missbrauch weiblicher Rekruten aus. Sie wurde als Dissidentin bezeichnet und zum Tode verurteilt. Als sie erfuhr, dass ihr Leben in Gefahr war, floh sie zurück nach Australien (wo der Melbourne Herald ihren Nachruf gedruckt hatte) und setzte ihre Arbeit gegen die Apartheid und für die Unabhängigkeit Simbabwes fort. Der schwerwiegendste Vorfall ereignete sich 2003, als sie bis zu ihrem Haus in Harare verfolgt wurde und dann wiederholt auf sie und ihre Familie geschossen wurde, als sie versuchten, ihr Haus zu betreten.
Im März 2007 wurde sie zusammen mit 39 MDC-Führern auf einer Polizeistation in Harare verhaftet und brutal gefoltert. Sie erlitt einen gebrochenen Arm, ein gebrochenes Bein, gebrochene Rippen und über 80 Risswunden am ganzen Körper, die durch Peitschenhiebe, Schläge und Tritte der Folterer verursacht wurden. Sekai verbrachte 15 Wochen in Krankenhäusern in Simbabwe, Südafrika und Australien.
„Es war sehr schlimm für Mugabe, eine Großmutter zu verprügeln“, sagt Peter Murphy vom Zimbabwe Information Centre in Sydney. „Es wurde in ganz Afrika darüber berichtet“. Es war nicht das erste Mal, dass Holland dachte, sie könnte sterben. Einige Tage später wurde die erschlagene Leiche eines Fotografen gefunden, der das Foto eines blutüberströmten und angeschwollenen Morgan Tsvangirai gemacht hatte, das weltweit für Empörung sorgte. Holland wurde stundenlang gefoltert, inhaftiert und schließlich nach zwei Gerichtsverhandlungen freigelassen. Zum Zorn Mugabes wurde sie jedoch von einem australischen Diplomaten zum Flughafen begleitet, wo sie zur Behandlung nach Südafrika geflogen wurde. Ihr australischer Ehemann, Jim Holland, sagte einem Reporter: „Das Regime hat versucht, sie in die Unterwerfung zu prügeln und ist völlig gescheitert, und sie weiß, dass sie gewonnen hat.“ Der damalige australische Premierminister John Howard nannte Mugabe eine „Katastrophe“ und Simbabwe „einen Haufen Elend“.

## Ministerium für nationale Heilung, Versöhnung und Integration
Trotz anfänglicher Bedenken, eng mit Mugabe zusammenzuarbeiten, sagte sie, dass es richtig war, „eine sehr schwierige Übung, die aber notwendig war, weil sie unser Land aus dem vollen Konflikt in den Übergang geführt hat“.
In der im Februar 2009 gebildeten Übergangsregierung arbeitete Sekai mit Ministern aus zwei anderen Parteien als Ko-Ministerin für nationale Heilung, Versöhnung und Integration zusammen. Sie hat diese Behörde mit innovativen Strategien vorangetrieben, die darauf abzielen, traditionelle, positive kulturelle Überzeugungen und Praktiken Simbabwes in den gesamten Heilungsprozess einzubeziehen und dabei lokale, regionale und internationale Best Practices einfließen zu lassen. Die von der Organisation empfohlene neue Infrastruktur für den Frieden ermutigt Überlebende politischer Gewalt, Opfer und Täter, die Geschichte und Kultur der Gewalt anzuerkennen und die durch die Gewalt verursachten Schäden mit Mechanismen zur Verhinderung künftiger Gewalt anzugehen.
Seit 2009 hat die Organisation fortlaufende Friedensaktivitäten in Form von Partnerschaften zwischen Regierungsministerien und der Zivilgesellschaft in Simbabwe, der Region und auf internationaler Ebene initiiert, z. B. die Aktion „Schuhe für den Frieden“, bei der Tausende Paar neue Schuhe aus der ganzen Welt gesammelt werden, um sie an schuhlose Schulkinder in Simbabwe zu verteilen, die aus allen politischen Richtungen kommen.
Sekai verhandelt mit dem Entwicklungsprogramm der Vereinten Nationen (UNDP) über eine Partnerschaft zwischen der Midlands State University und zwei australischen Einrichtungen: dem NSW Service for Treatment and Rehabilitation of Torture and Trauma Survivors (STARTTS), um eine ähnliche Einrichtung für die psychische Gesundheit von Überlebenden politischer Gewalt zu schaffen, und der Exodus Foundation, die über entsprechende Rehabilitationsprogramme für Flüchtlinge und Binnenvertriebene verfügt, um ähnliche Basisgemeinschaftszentren einzurichten, in denen Rückkehrer, Binnenvertriebene und Staatenlose aufgenommen und für ihre Wiedereingliederung in die Gemeinschaften geschult werden.
In den politischen Prozessen in Simbabwe setzt sich Sekai weiterhin für eine Politik ein, die bei den politischen Eliten der beiden großen Parteien nicht unbedingt beliebt ist. Sie setzt sich weiterhin konsequent für die Belange von Frauen und Kindern ein und wendet sich immer wieder gegen Vergeltungsmaßnahmen und die Kultur der zyklischen politischen Gewalt in Simbabwe.

## Friedenspreis von Sydney
Am 30. April 2012 wurde Sekai Holland bei einem Empfang in der australischen Botschaft in Harare als 15. Empfänger des Sydney-Friedenspreises, Australiens einziger internationaler Auszeichnung für Frieden, bekannt gegeben. Professor Stuart Rees, Vorsitzender der Sydney Peace Foundation, sagte: „Neben ihrem Einsatz für die Bildung von Frauen auf dem Lande und der Gründung der australischen Anti-Apartheid-Bewegung vor fünfzig Jahren war Sekai Holland eine bedeutende Anführerin gewaltfreier Demokratiekampagnen und ist eine Schlüsselfigur im nationalen Dialog ihres Landes über die Heilung der tiefen Wunden des sozialen Konflikts.“
In der Begründung der Jury des Sydney Peace Prize heißt es: Sekai Holland: für ihren lebenslangen, herausragenden Mut im Kampf für Menschenrechte und Demokratie, für die Bekämpfung von Gewalt in all ihren Formen und für ihre kluge und mutige Führungsrolle bei der Stärkung der Rolle der Frau.
Sekai Holland reiste im November nach Australien, um am Mittwoch, dem 7. November 2012, im Rathaus von Sydney die Friedenspreisvorlesung der Stadt Sydney zu halten und am nächsten Tag den Friedenspreis 2012 im Rahmen einer Gala zu erhalten.